# T-Coffee
T-Coffee (中文直翻:茶與咖啡)  (Tree-based Consistency Objective Function For alignment Evaluation) (以樹形基礎的一致性做多重序列比對) 是利用漸進似演算法來作多重序列比對的軟體 。 它利用兩兩序列比對所產生的資訊來進行多重序列比對。  在最新的版本 (3D-Coffee) 中，亦可結合結構的資訊來作多重序列比對。 此外，該軟體可以評估比對結果的品質及找出在比對中所出現特殊的模板 (Mocca)。 預設比對結果輸出的格式為 aln (Clustal), 但也可產生其他 PIR, MSF, FASTA ... 等格式。 常用的輸入格式多有支援 (FASTA, PIR)。

## 與其它方法的比較
T-Coffee 的一個特點是可以結合其他方法或是不同的資訊。 在最新的版本中，T-Coffee 在進行多重序列比對，可以加入結構資訊, RNA 結構資訊。  甚至，可以輸入其他序列比對方法或是結構比對方法的結果。 更詳細的資訊參見: tclinkdb.txt（页面存档备份，存于）
在 T-Coffee 中，還有一個相當完備的序列後處理的程式，名為 seq_reformat。 詳細資訊參考 t_coffee_technical.htm，或是參見使用說明 t_coffee_tutorial.htm

## 子方法

### M-Coffee
M-Coffee 是 T-Coffee 中一個特別的方法，它可以結合許多常用的多重序列比對的軟體，例如：Muscle, ClustalW, Mafft, ProbCons ... 等。  所產生出來的結果將比個別方法來的好一些，然而更重要的一點是在 M-Coffee 將指出比對結果中各方法所同意的區段出來，各方法所同意的區段通常是可靠的比對結果。

### Expresso 和 3D-Coffee
這兩種方法可以結合序列與結構資訊在比對當中。其中關於結構比對的部份利用常見方法，如: TMalign, Mustang和 sap。

### R-Coffee
該方法為利用二級結構的資訊來比對 RNA 序列。

### TM-Coffee
該方法特別針對跨膜蛋白,因此在進行多重序列比對之外,亦針對輸入的序列進行膜蛋白二級結構預測 。

## 書目
1. ↑  Notredame C, Higgins DG, Heringa J. . J Mol Biol. 2000-09-08, 302 (1): 205–217. PMID 10964570. doi:10.1006/jmbi.2000.4042.
2. ↑  Chang JM, Di Tommaso P, Taly JF, Notredame C. . BMC Bioinformatics. 2012-03-28, 13: S1. PMC 3303701 . PMID 22536955. doi:10.1186/1471-2105-13-S4-S1.

## 外部連結
- T-Coffee Home Page（页面存档备份，存于）
- T-Coffee Aligner Server（页面存档备份，存于）
- T-Coffee download page（页面存档备份，存于）
- Technical documentation
- Tutorial
- List of third party aligners supported by T-Coffee（页面存档备份，存于）